# روژه لمر
روژه لمر (فرانسوی: Roger Lemerre‎؛ زادهٔ ۱۸ ژوئن ۱۹۴۱) بازیکن سابق و مربی فوتبال اهل فرانسه است.
وی سابقه بازی در تیم‌های سدان، نانت، نانسی و لن و همینطور ۶ بازی ملی برای تیم ملی فوتبال فرانسه در کارنامه دارد.
لمر در سال ۱۹۷۵ مربی‌گری را شروع و توانسته است به عنوان سرمربی با تیم ملی فوتبال فرانسه در جام جهانی فوتبال ۲۰۰۲ و با تیم ملی فوتبال تونس در جام جهانی فوتبال ۲۰۰۶ سابقه حضور داشته باشد.
وی همچنین برنده جوایزی همچون لژیون دونور شده است.